# Übersetzungsproblem
Als Übersetzungsprobleme werden beim Übersetzen oder Dolmetschen Quellen der Differenz zwischen Ausgangstext und Zieltext bezeichnet, die objektiv durch sprachliche, kulturelle und situative Unterschiede bedingt sind. Übersetzungsprobleme entstehen generell durch Unterschiede zwischen Sprachen, Kulturen und Situationen, die beim Dolmetschen oder Übersetzen eine präzisere Formulierung, eine vom Ausgangstext abweichende Anpassung von Inhalt oder Form des Zieltextes oder eine Erklärung erfordern. Übersetzungsprobleme sind nicht mit Übersetzungsschwierigkeiten (durch Wissenslücken bedingte Fehlerquellen beim Übersetzen oder Dolmetschen) zu verwechseln.
Eine Ursache können dabei verschiedene Präzisionsanforderungen in verschiedenen Sprachen sein: Beispielsweise kann mit Castle sowohl ein Schloss als auch eine Burg bezeichnet werden, und in dem ABBA-Song One of us wird erst im zweiten Vers („One of us is only lying in her room“) deutlich, dass schon der erste Vers mit „Eine“ (und nicht „Einer“) „von uns“ übersetzt werden muss. 
Nicht alle Übersetzungsprobleme führen subjektiv zu Übersetzungsschwierigkeiten, da manchmal bereits eine wiederholbare Lösung gefunden wurde oder eine bestimmte Vorgehensweise vorgegeben ist. So könnte z. B. ein Gastwirt bei der Übersetzung einer deutschen Speisekarte für britische Touristen beschließen, dass die deutschen Namen der Speisen in die englische Speisekarte übernommen und erklärt werden. In diesem Fall besteht dann zwar das Problem, dass in Großbritannien etwa der Begriff Grööner Hein (Birnen, Bohnen und Speck) weitgehend unbekannt ist, es wurde jedoch eine systematische Lösung festgeschrieben.

## Kulturelle (konventionelle) Übersetzungsprobleme
Zu den Übersetzungsproblemen durch kulturelle Unterschiede zählt die Übersetzung von sogenannten Realiennamen, Benennungen von landes- oder regionalspezifischen Begriffen, etwa Speisen oder Kleidungsstücken, aber auch Feiertagen, Ämtern oder politischen Parteien. Auch unterschiedliche Maßeinheiten, die umgerechnet werden müssen, sowie Eigennamen, die ggf. transkribiert oder transliteriert werden müssen oder kulturspezifische Assoziationen auslösen können, erfordern Aufmerksamkeit für kulturelle Besonderheiten.

## Sprachpaarspezifische Übersetzungsprobleme
Vorwiegend durch Unterschiede zwischen den Sprachsystemen entsteht eine weitere, besonders bekannte Gruppe von Übersetzungsproblemen: Die Übertragung von Wortspielen, Metaphern oder anderen rhetorischen Figuren und kreativen sprachlichen Ausdrucksmitteln. Hier sind individuelle Lösungen gefragt, die sich nach dem Grad der Neuigkeit und Kreativität des Ausdrucksmittels und seiner Bedeutung für Ausgangs- und Zieltext richten.

## Situative (pragmatische) Übersetzungsprobleme
Schließlich sind beim Übersetzen (beim Dolmetschen i. d. R. nicht) die Situationen, in denen Ausgangs- und Zieltext gelesen oder gehört werden, unterschiedlich. Orts- und Zeitbezüge („vorgestern“, „hier“) müssen angepasst und/oder erläutert werden.